# 한영태
한영태(韓榮泰, 1878년 3월 10일 ~ 1919년 3월 5일)는 일제강점기에 활동한 독립운동가이다. 3.1독립운동 거사준비위원회를 개최하고 전주교구를 통해 독립선언서의 배포를 지시하였다.